# جونيتشي تسوروتا
جونيتشي تسوروتا (باليابانية: 寉田 淳一) (مواليد 28 سبتمبر 1971)، هو لاعب كرة قدم سابق كان يلعب كلاعب وسط.